# ألفرد جونز (سياسي)
ألفرد جونز (بالإنجليزية: Alfred Gilpin Jones) (و. 1824 – 1906 م) هو سياسي، ورجل أعمال، وتاجر، من كندا، ولد في ويماغوتشي، كان عضوًا في حزب الأحرار الكندي، توفي في هاليفاكس، عن عمر يناهز 82 عاماً.

## مناصب
تولى منصب نائب حاكم نوفا سكوشا ‏ (26 يوليو 1900–15 مارس 1906)، وعضو مجلس العموم الكندي (22 فبراير 1887–4 مارس 1891)، وMinister of Militia and Defence ‏ (21 يناير 1878–8 أكتوبر 1878)، وعضو مجلس العموم الكندي (22 يناير 1874–16 سبتمبر 1878)، وعضو مجلس العموم الكندي (20 سبتمبر 1867–11 أكتوبر 1872)، ومجلس الملكة الخاص بكندا.